# Squat (Schifffahrt)
Squat (englisch squat ‚niederhocken‘) ist ein Begriff aus der Schifffahrt und bezeichnet das fahrdynamische vertikale Absinken eines Schiffes über den eigentlichen Tiefgang hinaus (Absunk oder Sunk), bei gleichzeitiger Vertrimmung. Die Vertrimmung nach vorne oder achtern ist dabei abhängig vom Blockkoeffizienten.

Fahrdynamisches Absinken bei gleichzeitiger Vertrimmung (Squat) (Obige Grafik: Vertrimmung achtern, Untere Grafik: Vertrimmung vorne)

## Definition
Das Absinken ist bei allen fahrenden Schiffen zu beobachten, verstärkt beim Befahren eines Flusses oder Kanals, und ist abhängig vom Querschnitt des Schiffes, der Geschwindigkeit, dem Wasserstraßenquerschnitt und der Verkehrssituation, d. h. dem Begegnen oder Überholen von anderen Schiffen. Je niedriger der Wasserstand ist, umso größer ist der Squat. Während der Fahrt des Schiffes entsteht durch die seitliche und tiefenmäßige Begrenzung eine Rückströmung vom Bug zum Heck des Schiffes. Diese Rückströmung bewirkt ein Absinken des Wasserspiegels und damit auch des Schiffes. Unter Extrembedingungen kann das Absinken so stark sein, dass das Schiff Grundberührung erfährt und die Schiffshaut oder der Antrieb beschädigt werden.

Absunk des Wasserspiegels im zeitlichen Verlauf (Zeitachse läuft nach rechts) an einem uferfesten Punkt bei (Vorwärts-)Vorbeifahrt eines Schiffs (nach rechts oder auch links). Alternative Betrachtung: Stationär mit einem Schiff mitlaufender Wasserabsunk – vor, entlang und nach dem nach links fahrenden Schiff. Die sekundäre Heckwelle schwingt jedoch, ist also nicht stationär.

In Flüssen kommt es im Innenbereich von Kurven zu Versandungen. Da hier aber die Strömung und damit der Widerstand am geringsten sind, fahren Binnenschiffe auf Bergfahrt meistens den Innenbogen. Kommt jetzt das Schiff zu nahe an die Versandung, so kommt es zu einer dynamischen Tiefgangsvergrößerung, zu erkennen an der höher werdenden Heckwelle, die sich nach vorne bewegt. In diesem Fall muss man sofort die Geschwindigkeit reduzieren, sonst kommt es zu einer Grundberührung aufgrund nicht ausreichenden Flottwassers. Flottwasser bezeichnet den Sicherheitsabstand zwischen Fahrwassergrund und Schiffsboden. Der Schiffsabsunk plus das Flottwasser ergeben die Kielfreiheit.
Squat, erzielt durch hohes Fahrtempo, kann genutzt werden, um kritisch niedrige Durchfahrtshöhen unter Brücken zu unterfahren.

## Berechnungsansätze

### Berechnungsansatz nach Tuck
Ernest O. Tuck ermittelte folgende Berechnung für den Absunk und die Trimmung mit Hilfe der Slender-body Theorie:
{\displaystyle s=c_{s}{\frac {\nabla }{L_{pp}^{2}}}{\frac {F_{h}^{2}}{\sqrt {1-F_{h}^{2}}}}}
mit
- {\displaystyle s} = Absunk
- {\displaystyle c_{s}} = Absunkkoeffizient
- {\displaystyle \nabla } = in Wasser eingesunkenes Volumen des Schiffes in m³
- {\displaystyle L_{pp}} = Länge des Schiffes (p/p)
- {\displaystyle F} = Froudesche Tiefenzahl

{\displaystyle \tau =c_{\tau }{\frac {\nabla }{L_{pp}^{2}}}{\frac {F_{h}^{2}}{\sqrt {1-F_{h}^{2}}}}}
mit
- {\displaystyle \tau } = Trimmung
- {\displaystyle c_{\tau }} = Trimmungskoeffizient

Der Absunkkoeffizient {\displaystyle c_{s}} und der Trimmwinkelkoeffizient {\displaystyle c_{\tau }} sind dabei komplexe Ausdrücke von Charakteristika des jeweiligen Schiffes.

### Berechnungsansatz nach Dand
Ian W. Dand ermittelte folgende Gleichung für den Absunk und die Trimmung unter der Betrachtung dieser als vertikale Kraft und Moment
{\displaystyle s={\frac {\int d(x)B(x)dx}{\int B(x)dx}}}
mit
- {\displaystyle s} = Absunk
- {\displaystyle B(x)} = Breite des Schiffes gemessen an der Wasserlinie an der Stelle x

{\displaystyle \tau ={\frac {\int xd(x)B(x)dx}{\int xB(x)dx}}}
mit
- {\displaystyle \tau } = Trimmung

### Berechnungsansatz nach Führer und Römisch
In dem Berechnungsansatz von M. Führer und K. Römisch wird zuerst mit Hilfe eines Modells eine Gleichung für den Squat bei der kritischen Geschwindigkeit entwickelt. Die kritische Geschwindigkeit ist die Grenze, von der an durch den eingeengten Abflussquerschnitt das vom Schiff verdrängte Wasser nicht mehr vollständig entgegen der Fahrtrichtung nach hinten abgeführt wird. Für den Squat bei kritischer Geschwindigkeit ergibt sich:
{\displaystyle s_{b,{\text{krit}}}=0{,}2\left({\frac {10C_{B}B}{L_{pp}}}\right)^{2}T}
mit
- {\displaystyle s_{b,{\text{krit}}}} = Squat bei kritischer Geschwindigkeit und Bugtrimmung
- {\displaystyle C_{B}} = Blockkoeffizient
- {\displaystyle T} = Tiefgang
- {\displaystyle B} = Breite
- {\displaystyle L_{pp}} = Länge

sowie
{\displaystyle s_{s,{\text{krit}}}=0{,}2T}
mit
- {\displaystyle s_{s,{\text{krit}}}} = Squat bei kritischer Geschwindigkeit und Achterntrimmung

## Sonstiges
Je schneller die Fahrt über Grund, desto stärker ist der Absunk. Das Kreuzfahrtschiff Queen Elizabeth 2 lief am 7. August 1992 deshalb auf einen Felsen bei Cuttyhunk Island (Elizabeth Islands) auf. Der Absunk wurde von der Schiffsführung nicht genügend berücksichtigt und die verfügbare Karte enthielt ungenaue Angaben zur Wassertiefe.